# Friedensstraße 168-170 (Mönchengladbach)

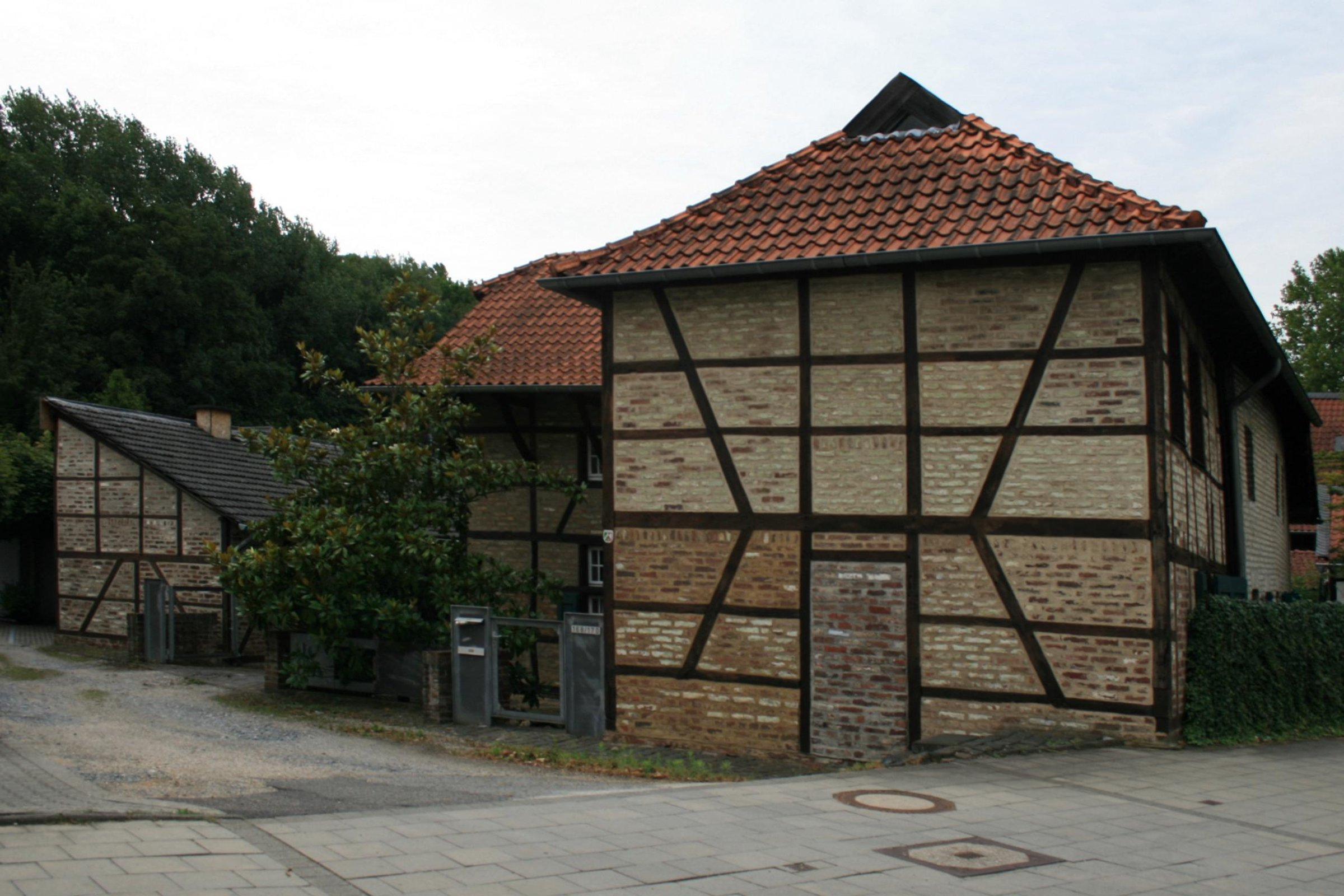
Fachwerkhofanlage (2010)

Die Fachwerkhofanlage Friedensstraße 168-170 steht im Stadtteil Rheydt in Mönchengladbach (Nordrhein-Westfalen).
Das Gebäude wurde um die Jahrhundertwende erbaut. Es ist unter Nr. F 004 am 4. Dezember 1984 in die Denkmalliste der Stadt Mönchengladbach eingetragen worden.

## Architektur
Die Gebäudegruppe Nr. 168 ist auf einem etwa z-förmigen Grundriss entwickelt. Baujahr im Kern ca. zweite Hälfte des 17. Jahrhunderts. Die zweigeschossigen Gebäude sind mit einer Dachform aus Sattel- und Walmdachkombination gedeckt.
Das Objekt Nr. 170 ist ebenfalls ein zweigeschossiger Baukörper mit Krüppelwalmdach. Ein kleiner Wirtschaftshof wird flankiert von einem langgestreckten Fachwerkgebäude mit Pultdach.